# Vienna Concert
Vienna Concert från 1992 är ett livealbum med pianisten Keith Jarrett. Det spelades in i juli 1991 under en konsert på Wiener Staatsoper.

## Låtlista
All musik är skriven av Keith Jarrett.
1. Vienna, Part 1 – 42:05
2. Vienna, Part 2 – 26:03

## Medverkande
- Keith Jarrett – piano